# Vanessa Selbst
Vanessa Selbst (New York, 9 luglio 1984) è una giocatrice di poker statunitense.

## Biografia
Ha vinto 3 braccialetti WSOP: il primo alle WSOP 2008 nel $1.500 Pot Limit Omaha; il secondo alle WSOP 2012 ($2.500 10-Game Mix Six Handed); infine il terzo alle WSOP 2014 nel $25.000 Mixed Max No Limit Hold'em.
Il suo miglior risultato nel Main Event WSOP è stato nel 2012, anno in cui ha chiuso al 73º posto; vanta inoltre due tavoli finali nelle WSOP.
Nel circuito del World Poker Tour ha centrato un tavolo finale e 2 piazzamenti a premio. Ha vinto due titolo dell'European Poker Tour.

## Braccialetti WSOP
| Anno | Torneo                             | Premio   |
| ---- | ---------------------------------- | -------- |
| 2008 | $1.500 Pot Limit Omaha             | $227.965 |
| 2012 | $2.500 10-Game Mix Six Handed      | $244.259 |
| 2014 | $25.000 Mixed Max No Limit Hold'em | $871.148 |